# Rabštejn nad Střelou
Rabštejn nad Střelou (lat. Rabenstein, dt. Rabenstein an der Schnella) ist ein Ortsteil der Stadt Manětín im Okres Plzeň-sever. Es liegt etwa sieben Kilometer nordöstlich von Manětín und nennt sich selbst das kleinste Städtchen in Mitteleuropa.

## Geographie
Rabštejn nad Střelou liegt am Fluss Střela etwa 30 Kilometer nördlich von Pilsen. Die meisten Gebäude liegen auf dem rechten Ufer des Flusses, auf einem Felsvorsprung aus Schiefer, der durch die steilen Hänge im Süden und Norden begrenzt wird. Rabštejn liegt inmitten des Naturparks Obere Střela und grenzt im Nordosten an Nový Dvůr, im Süden an Kotaneč, im Südwesten an Stvolny, im Nordwesten an Močidlec und im Norden an Jablonná. Rabštejn ist Ausgangspunkt für Wanderwege in der Region.

## Geschichte

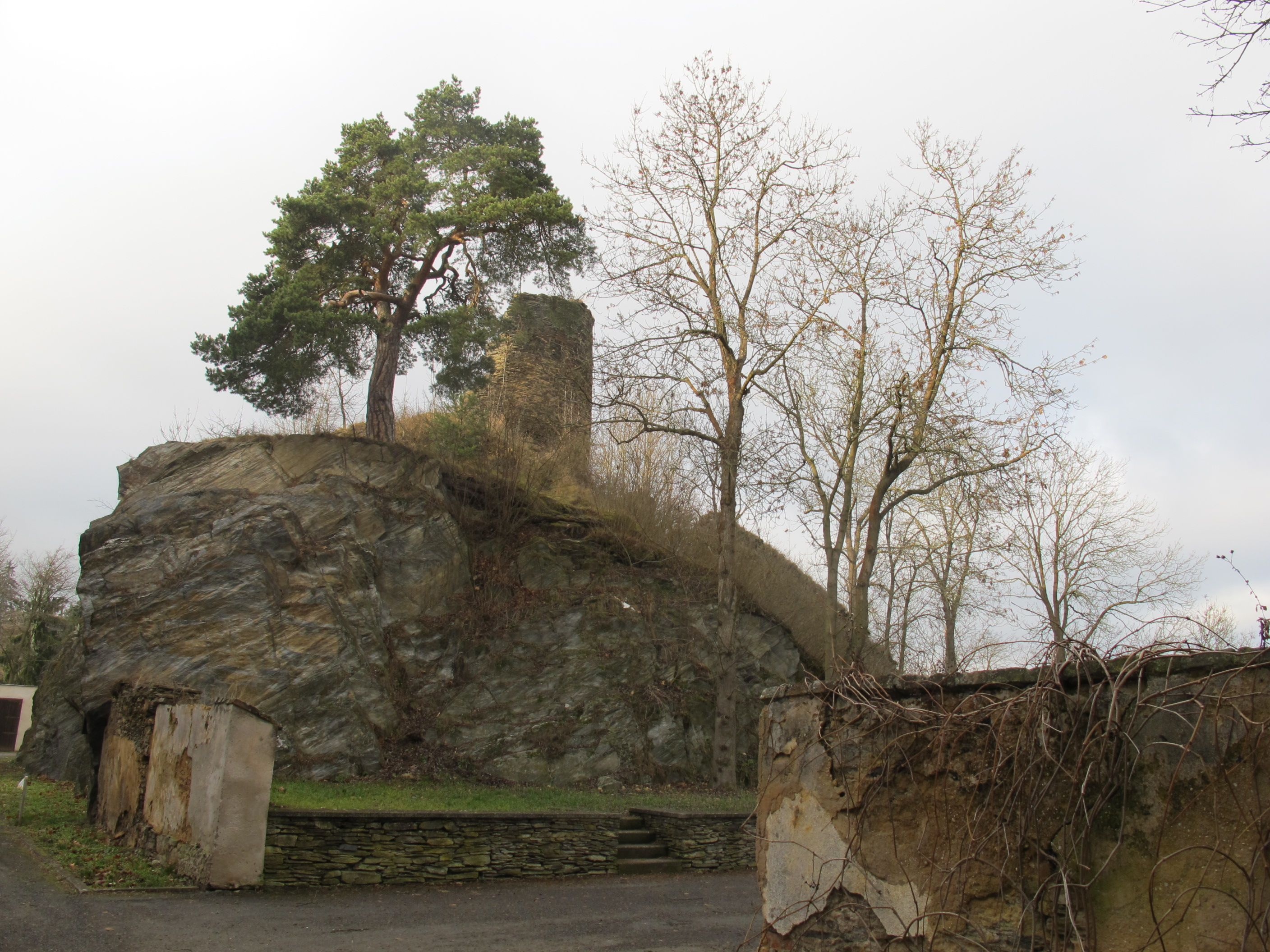
Burgruine Rabenstein

Rabštejn wurde erstmals 1269 erwähnt. Um 1295 kam die Burg an Ulrich Pflugk, der 1308 die Pfarrkirche zum hl. Apostel Matthäus errichten ließ; wahrscheinlich bestand bereits zuvor eine Kirche. Im Jahr 1337 erhielt der Ort Stadtrechte. Die Pflug von Rab(en)stein (Pluhové z Rabštejna) blieben bis ins 16. Jahrhundert auf Burg Rabenstein ansässig. Christoph Pflug wurde 1509 wegen verschiedener Streitigkeiten mit der Familie Schlik und anderer Unruhen vor das Provinzgericht geladen. Er erschien nicht und wurde verurteilt, seinen Hals, seine Ehre und sein Eigentum zu verlieren. König Vladislav II. unternahm daraufhin eine Militärexpedition gegen ihn. Christoph bat um Gnade, verlor jedoch seine Güter, darunter den Stammsitz Rabenstein sowie die Pfandgüter Burg Točník, Burg Žebrák und die Stadt Příbram. Der König konfiszierte Rabenstein und überließ es den Schlik als Pfand. Nominell hielten die Pflug zwar noch bis nach 1566 das Lehen, jedoch gelang es Joachim Pflug anschließend nicht mehr, sich wieder in den Besitz der Güter zu setzen.
1483 stifteten die Herren von Guttenstein (z Gutštejna) das Karmelitenkloster Verkündigung Mariä, das 1532 niederbrannte. 1549 brannten die Burg und das gesamte Städtchen ab, dabei gingen auch sämtliche Urkunden verloren. Zu den weiteren Besitzern der Herrschaft gehörten u. a. seit 1518 die Grafen Schlik, zwischen 1564 und 1573 die Herren von Schwanberg auf Přimda und danach erneut die Grafen Schlik. Diese verkauften die Herrschaft Rabenstein 1578 als gemeinschaftlichen Besitz an Georg von Kokořov auf Šťáhlavy und Žlutice und Jaroslav von Kolowrat-Liebsteinsky auf Petersburg. Nach der Schlacht am Weißen Berg wurden die Güter des Joachim Kolowrat-Liebsteinsky konfisziert und fielen der Hofkammer zu. 1631 erwarb der Feldherr Albrecht von Waldstein die Herrschaft Rabstein. Nach dessen Ermordung wurde sie 1634 erneut konfisziert und 1642 durch Kaiser Ferdinand II. an Leonhard Helfried von Meggau verschenkt. Dessen Erben verkauften die Herrschaft Rabenstein 1665 für 60.000 Gulden an Sebastian Graf von Pötting. 1666 stifteten Sebastian von Pötting und seine Frau Esther Candida, geborene von Oppersdorf, anstelle des abgebrannten Karmelitenklosters ein Servitenkloster. 1671 ließ Sebastian von Pötting die Lorettokapelle errichten. Im Jahre 1701 wurde die Pfarrkirche zum Apostel Matthäus instand gesetzt und erweitert.

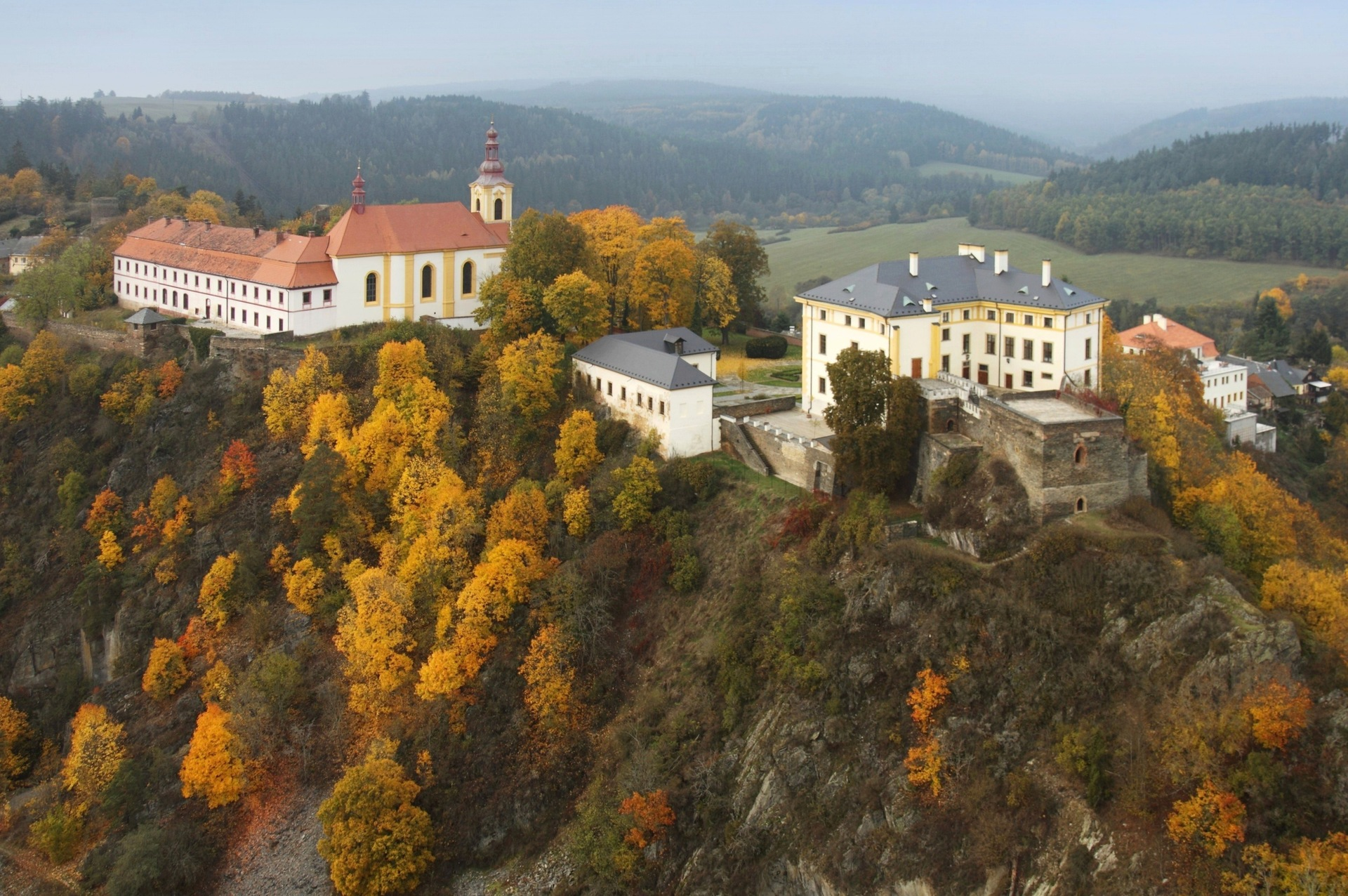
Schloss und Kloster Rabenstein

Franz Karl von Pötting, der jüngste Sohn Sebastians, erwarb den Besitz nach dem Tode seiner älteren Brüder und ließ 1705 das Renaissanceschloss barockisieren. 1715 verkaufte er Rabenstein für 129.000 Gulden an Franz Joseph Czernin von Chudenitz, der das Gut an seine Herrschaft Petersburg anschloss. Im Jahre 1738 ersteigerte Barbara Kolowrat-Krakowsky aus dessen Nachlass das Gut Rabstein und verkaufte es 1748 für 190.000 Gulden an Maximilian Wenzel Lažansky von Bukowe, ihm folgte 1776 sein Sohn Prokop und ab 1804 dessen Söhne Prokop und Johann. Nach der Aufhebung des Servitenklosters im Jahre 1787 wurde die Klosterkirche zur neuen Pfarrkirche, die erneut baufällige Kirche St. Matthäus wurde später abgerissen. Das ehemalige Kloster diente als Pfarrhaus und Pfarrschule. Im Jahre 1819 stürzte der Wehrturm der Burg Rabenstein in den Klosterhof und zerstörte den Stall und den Speicher der Pfarrei.
Prokop und Johann Lažansky teilten 1817 das Gut Rabstein zwischen ihren Herrschaften Schloss Chiesch und Schloss Manetin auf. Dabei fielen das Städtchen Rabenstein und die Dörfer Zwolle (Stvolny), Ratka (Hrádek), Wisotschan (Vysočany), Kotonetschen (Kotaneč), Luboka (Hluboká), Kraschowitz und Voitles (Odlezly) sowie ein Anteil an Potfohra der Herrschaft Manetin zu. Die Dörfer Gratzin (Kračín), Jablon (Jablonná), Lub (Luby), Motschidl, Nebosedlo, Neuhäusel (Nový Domek), Neuhof (Nový Dvůr) und Tiß erhielt Prokop Lažansky von Bukowe auf Chiesch. Nach dem Tode von Johann Nepomuk Lažansky erbten 1830 dessen minderjährige Kinder den Besitz. Letzte Besitzerin der Gutsherrschaft bis 1945 war Theresia Gräfin von Seilern-Aspang, geborene Gräfin Lažanská.
Im Jahre 1837 umfasste die Herrschaft Rabenstein eine Nutzfläche von 6578 Joch 163 Quadratklafter. Das Städtchen Rabenstein bestand aus 83 Häusern mit 513 Einwohnern, darunter zwei jüdischen Familien. Unter herrschaftlichem Patronat standen die Pfarrkirche zur hl. Mutter Gottes und die Pfarrschule. Außerdem gab es in Rabenstein eine Lorettokapelle und ein obrigkeitliches Schloss mit Bräuhaus und Branntweinhaus sowie drei Wirtshäuser. Die Bewohner lebten vom Handwerk und Handel. Rabenstein besaß das Privileg für zwei Jahrmärkte. An der steinernen Brücke über die Střela wurde Maut erhoben. Zu Rabenstein gehörten der herrschaftliche Meierhof Frauenhof mit Schäferei, Wirtshaus und Jägerhaus; die Hörra- oder Herrnmühle mit Brettsäge sowie das Wirtshaus Nutschitz. Rabenstein war Pfarrort für Wisotschan, Kotantschen (Kotaneč), Zwolle, Jablonna, Neuhof und Fieska. Bis zur Mitte des 19. Jahrhunderts blieb Rabenstein der Allodialherrschaft Manetin und Rabenstein untertänig.
Nach der Aufhebung der Patrimonialherrschaften bildete Rabenstein / Rábštein ab 1850 mit der Einschicht Nutschitz eine Marktgemeinde im Gerichtsbezirk Kralowitz. 1868 wurde Rabenstein dem Bezirk Kralowitz zugeordnet. Ende des 19. Jahrhunderts wurde Rabštein als tschechischer Ortsname verwendet. Seit 1924 führte der Markt den amtlichen Namen Rabenstein an der Schnella / Rabštejn nad Střelou. 1930 lebten in Rabenstein an der Schnella 344 Personen. Nach dem Münchner Abkommen wurde die Gemeinde 1938 dem Deutschen Reich zugeschlagen und gehörte bis 1945 zum Landkreis Luditz. 1939 hatte die Gemeinde 312 Einwohner. Nach dem Ende des Zweiten Weltkrieges kam Rabštejn nad Střelou zur Tschechoslowakei zurück und die deutschsprachigen Einwohner wurden vertrieben. Der Okres Kralovice wurde 1949 aufgehoben; danach wurde die Gemeinde dem Okres Plasy zugeordnet und seit dessen Aufhebung im Jahre 1960 gehört Rabštejn nad Střelou zum Okres Plzeň-sever. Im Jahre 1961 wurde Kotaneč eingemeindet. Am 1. Juli 1980 erfolgte die Eingemeindung nach Manětín.

## Bevölkerungszahl
| Jahr          | 1850 | 1869 | 1880 | 1890 | 1900 | 1910 | 1921 | 1930 | 1950 | 1961 | 1970 | 1980 | 1991 | 2000 | 2010 |
| ------------- | ---- | ---- | ---- | ---- | ---- | ---- | ---- | ---- | ---- | ---- | ---- | ---- | ---- | ---- | ---- |
| Einwohnerzahl | 563  | 514  | 514  | 536  | 493  | 426  | 432  | 344  | 77   | 119  | 98   | 38   | 26   | 26   | 21   |

## Sehenswürdigkeiten
Der historische Kern der Stadt wurde wegen seiner Bedeutung und der historischen Relikte am 10. September 1992 unter Denkmalschutz gestellt. Folgende Sehenswürdigkeiten finden sich dort:
- Ruine einer gotischen Burg aus dem 14. Jahrhundert, erhalten sind Reste der Bastionen und des Wehrturms namens Dlouhá, der Turm wurde 1819 auf seine heutige Höhe abgetragen
- Ruinen der Burg Sychrov, erhalten ist ein Turm namens Tupá
- Barockschloss, erbaut 1705 für Franz Karl von Pötting, heutzutage nicht öffentlich zugänglich
- Ehemaliges Kloster der Serviten, erbaut nach Plänen von T. Pinchetti, heutzutage nicht öffentlich zugänglich
- Barocke Sieben-Schmerzen-Marien-Kirche, erbaut nach Plänen von Anselmo Lurago mit einer Orgel von Antonin Reiss aus dem Jahr 1793
- Lauretanische Kapelle aus dem Jahre 1671. Sie wurde 1805 wieder hergerichtet.
- Befestigungsanlagen, insbesondere die Ruinen des Unteren Tores
- Steinerne Brücke wohl aus dem 14. Jahrhundert
- Jüdischer Friedhof aus dem 18. Jahrhundert
- Friedenskreuz aus dem Jahre 1583

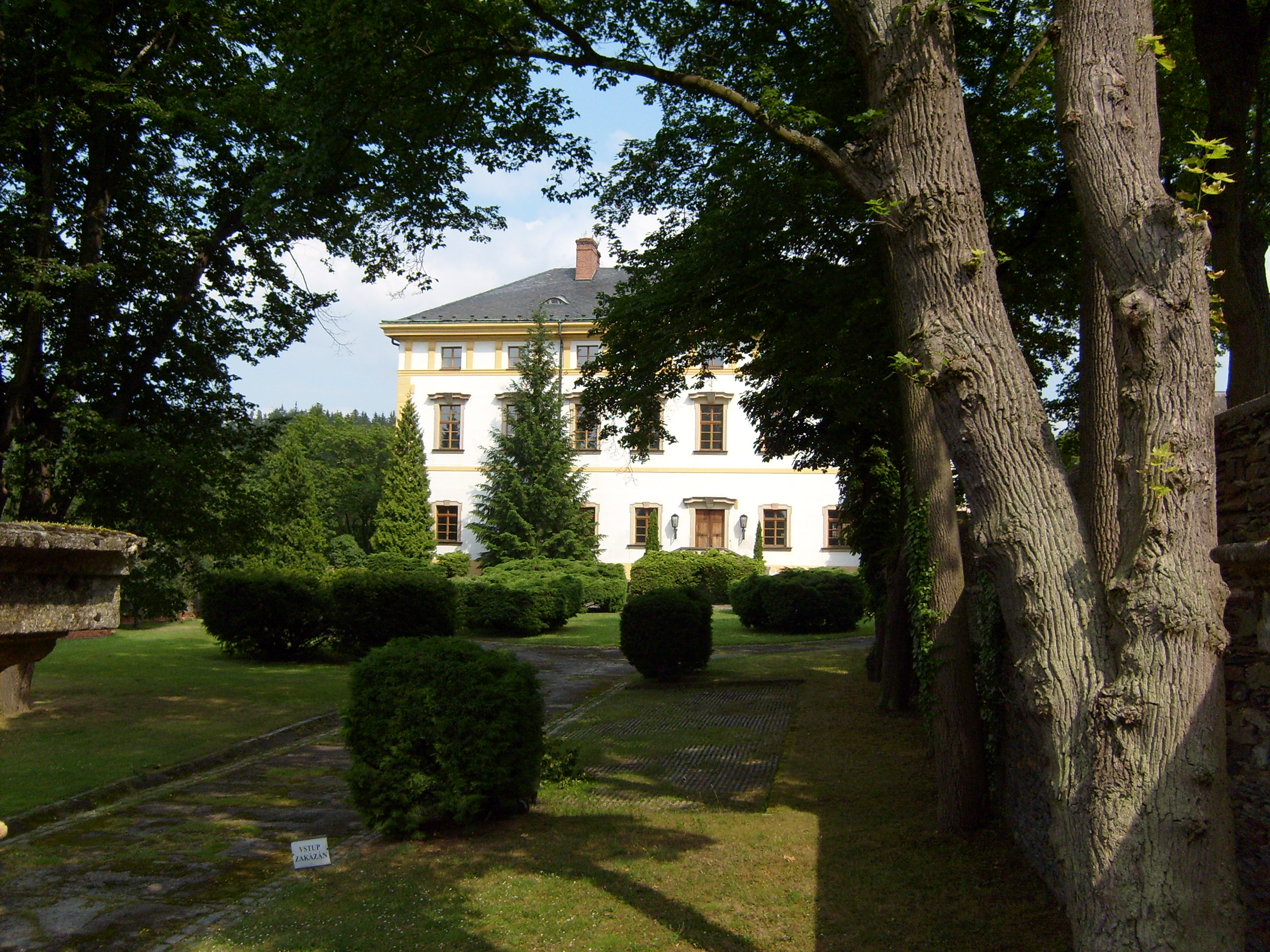
Schloss
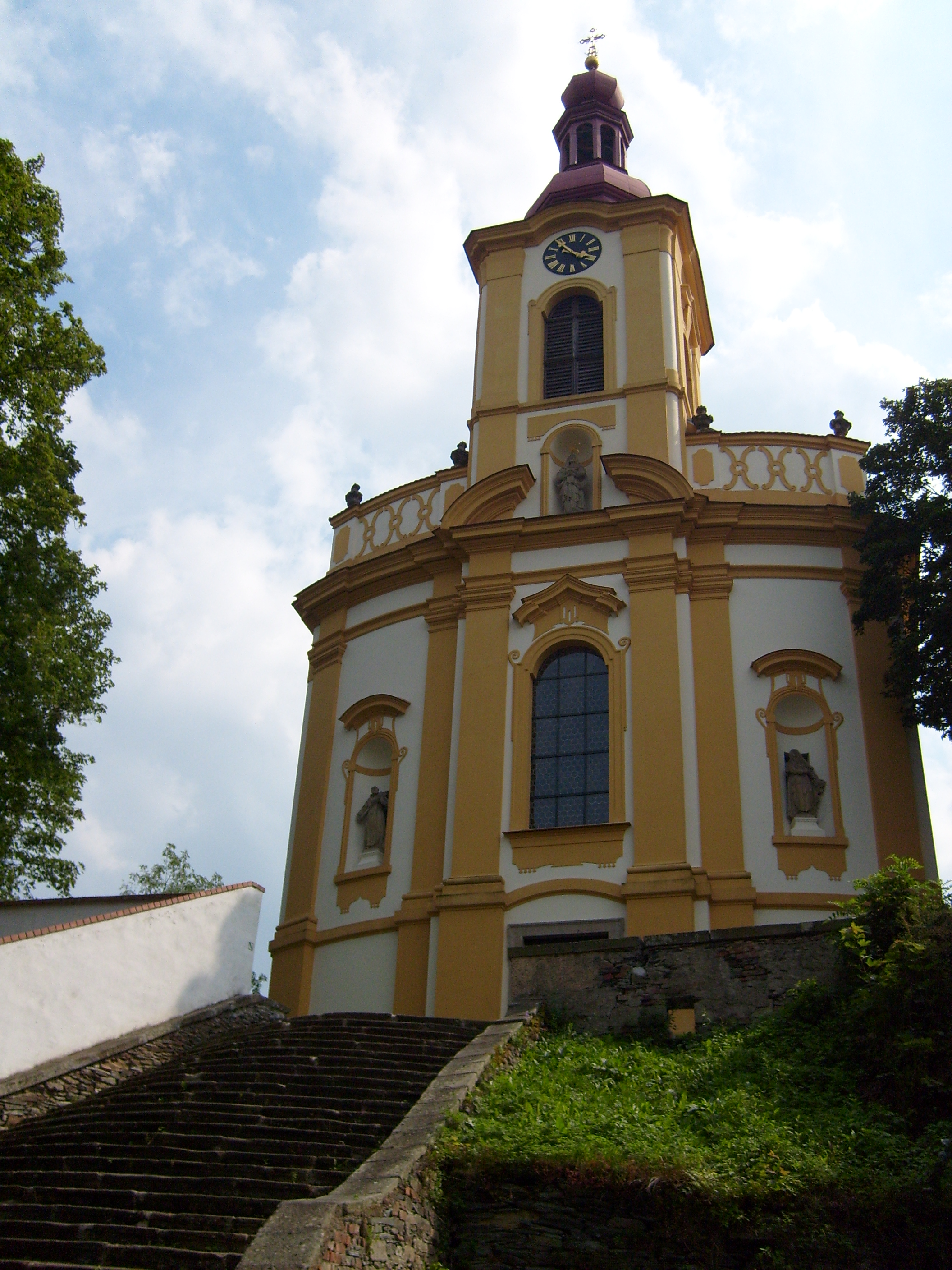
Sieben-Schmerzen-Kirche
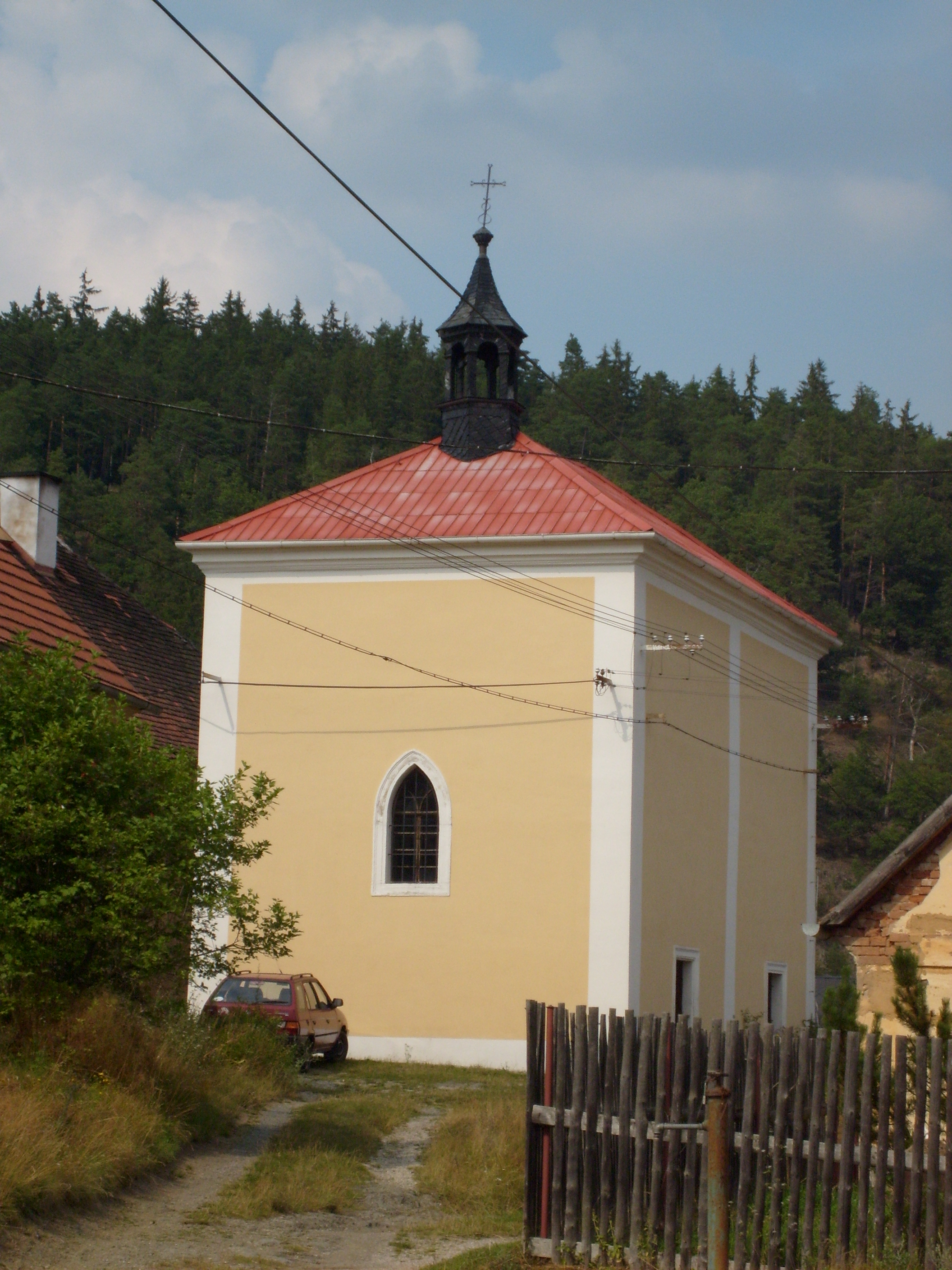
Kapelle
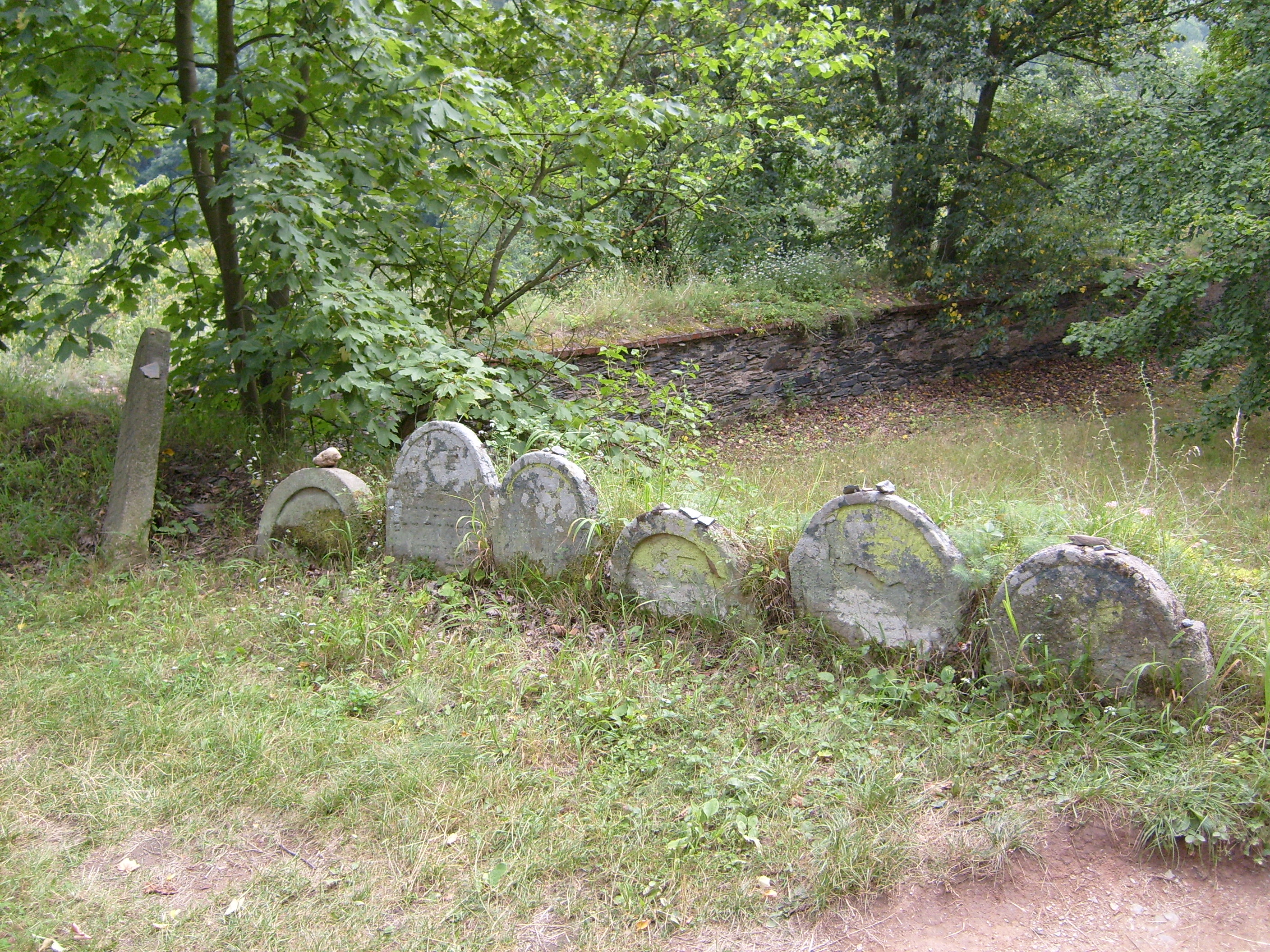
Jüdischer Friedhof

## Söhne und Töchter
- Johann der Jüngere von Rabstein (1437–1473), böhmischer Adliger und Humanist
- Prokop von Rabstein († 1472), böhmischer Adliger
- Cosmas Schmalfus (1730–1811), Augustiner

## Trivia
Eine Neuauflage des Videoclip des Liedes Personal Jesus von Depeche Mode wurde auf der steinernen Brücke gefilmt.